# In Your House 2: The Lumberjacks
In Your House 2: The Lumberjacks foi um evento pay-per-view de wrestling profissional produzido pela World Wrestling Federation (WWF), ocorreu no dia 23 de julho de 1995 no Nashville Municipal Auditorium, em Nashville, Tennessee. Esta foi a segunda edição da cronologia do In Your House. O pay-per-view recebeu 0.7 de audiência.
A principal luta do evento foi uma lumberjack match pelo WWF Championship disputado entre Diesel (Kevin Nash) e Sycho Sid (Sid Eudy). Diesel, que estava com o título em posse no dia do combate, venceu a luta e manteve o campeonato. Duas lutas foram disputadas segundo o determinado card: Shawn Michaels derrotou Jeff Jarrett e conquistou o WWF Intercontinental Championship como parte da pré-estipulação; e The Roadie (Brian Gerard James) derrotou 1-2-3 Kid (Sean Waltman). No dia seguinte, Jarrett e Roadie saíram da empresa, por "motivos pessoais".

## Resultados
| #                              | Lutas | Estipulação                                          | Tempo |
| ------------------------------ | --- | ---------------------------------------------------- | ----- |
| Free-For-All match             | Skip (com Sunny) derrotou Aldo Montoya                                                                                | Singles match                                        | 04:00 |
| 1                              | The Roadie derrotou The 1-2-3 Kid                                                                                     | Singles match                                        | 07:26 |
| 2                              | Men on a Mission (King Mabel e Sir Mo) derrotaram Razor Ramon e Savio Vega                                            | Tag Team match                                       | 10:09 |
| 3                              | Bam Bam Bigelow derrotou Henry Godwinn                                                                                | Singles match                                        | 05:33 |
| 4                              | Shawn Michaels derrotou Jeff Jarrett (c) (com The Roadie)                                                             | Singles match pelo WWF Intercontinental Championship | 20:01 |
| 5                              | Owen Hart & Yokozuna (c) (com Jim Cornette e Mr. Fuji) derrotaram The Allied Powers (Lex Luger e The British Bulldog) | Tag Team match pelo WWF Tag Team Championship        | 10:54 |
| 6                              | Diesel (c) derrotou Sycho Sid (com Ted DiBiase)                                                                       | Lumberjack match pelo WWF Championship               | 10:02 |
| Dark                           | Bret Hart derrotou Jean-Pierre Lafitte                                                                                | Singles match                                        | 13:26 |
| Dark                           | The Undertaker (com Paul Bearer) derrotou Kama (com Ted DiBiase)                                                      | Casket match                                         | 14:50 |
| (c) - Campeão(s) antes da luta | |                                                      |       |